# James Lloyd (Marylandpolitiker)
James Lloyd, född 1756, död 1820, var en amerikansk politiker.
Han studerade juridik och arbetade som advokat i Maryland. Han deltog både i amerikanska revolutionskriget och i 1812 års krig.
Han blev 1797 invald i USA:s senat som federalist efter senator John Henrys avgång. Lloyd satt i senaten från 11 december 1797 till 1 december 1800.